# Maranhãozinho
Maranhãozinho é um município brasileiro do estado do Maranhão. Sua população estimada segundo o Instituto Brasileiro de Geografia (IBGE) em 2024 era de 14.086 habitantes.

## História
O município de Maranhãozinho foi criado pela Lei nº 6.137, de 10 de novembro de 1994, desmembrado do município de Cândido Mendes, subordinado à Comarca de Cândido Mendes.
Maranhãozinho limita-se ao Norte com o município de Governador Nunes Freire; a Leste com o município de Santa Luzia do Paruá; a Oeste com os municípios de Centro Novo do Maranhão e Centro do Guilherme e ao Sul com o município de Presidente Médici.

## Economia
A economia de Maranhãozinho tem como principais atividades a pecuária, o extrativismo vegetal, a lavoura permanente e temporária, além de transferências governamentais. O setor empresarial conta com 29 unidades atuantes, e o trabalho informal também é uma fonte significativa de recursos para o município.
| PIB per capita [2021]                                                                           | 7.218,19 R$      |
| Índice de Desenvolvimento Humano Municipal (IDHM) [2010]                                        | 0,550            |
| Total de receitas brutas realizadas [2023]                                                      | 98.217.944,29 R$ |
| Transferências correntes (Percentual em relação às receitas correntes brutas realizadas) [2023] | 94,89 %          |
| Total de despesas brutas empenhadas [2023]                                                      | 90.297.013,77 R$ |

Fonte: IBGE
| Salário médio mensal dos trabalhadores formais [2022]                                             | 1,6 salários mínimos |
| Pessoal ocupado [2022]                                                                            | 1.114 pessoas        |
| População ocupada [2022]                                                                          | 8,10 %               |
| Percentual da população com rendimento nominal mensal per capita de até 1/2 salário mínimo [2010] | 57,9 %               |

Fonte: IBGE

## Infraestrutura

#### Saneamento Básico
O abastecimento de água é realizado pelo Serviço Autônomo de Água e Esgoto (SAAE), autarquia municipal que atendia aproximadamente 386 domicílios, dados de 2008. O esgotamento sanitário é precário, com efluentes domésticos e pluviais sendo lançados diretamente em cursos d'água (permanentes ou intermitentes) e em áreas públicas ou privadas.
A gestão de resíduos sólidos é inadequada: apenas 0,3% dos domicílios têm acesso à coleta de lixo, enquanto 99,35% descartam os dejetos no solo ou os queimam, e 0,35% utilizam lagos ou outros destinos irregulares. Não há tratamento de chorume, gases oriundos dos resíduos ou efluentes, o que contribui para a contaminação do solo, poluição de recursos hídricos e proliferação de doenças. Além disso, os resíduos de estabelecimentos de saúde são dispostos inadequadamente em vazadouros comuns, elevando os riscos de contaminação de aquíferos.

#### Energia Elétrica
O fornecimento de energia é operado pela Equatorial Energia Maranhão (CEMAR), integrado ao Sistema Regional de Miranda (ELETRONORTE), que abrange as regiões Norte, Centro-norte e Centro-oeste do Maranhão. A rede conta com 26 subestações em diferentes tensões. Em 2010, o município possuía 1.843 ligações de energia elétrica (IMESC, 2010).

## Geografia

#### Clima
Maranhãozinho está inserido no contexto climático do estado do Maranhão, que apresenta uma transição entre o clima semiárido (típico do Nordeste) e o úmido equatorial (característico da Amazônia). Essa variação resulta em diferenças pluviométricas e térmicas ao longo do território.
| Área da unidade territorial [2024] | 781,676 km²                                              |
| Hierarquia urbana [2018]           | Centro Local                                             |
| Região de Influência [2018]        | Arranjo Populacional de São Luís/MA - Capital Regional A |
| Região intermediária [2024]        | Santa Inês - Bacabal                                     |
| Região imediata [2024]             | Governador Nunes Freire                                  |
| Mesorregião [2022]                 | Oeste Maranhense                                         |
| Microrregião [2022]                | Gurupi                                                   |

Fonte: IBGE
| Bioma predominante [2024]             | Amazônia     |
| Sistema Costeiro-Marinho [2019]       | Não pertence |
| Área urbanizada [2019]                | 2,53 km²     |
| Esgotamento sanitário adequado [2010] | 43,7 %       |
| Arborização de vias públicas [2010]   | 73,4 %       |
| Urbanização de vias públicas [2010]   | 0 %          |

Fonte: IBGE
Educação
| Taxa de escolarização de 6 a 14 anos de idade [2010]             | 89,9 %           |
| IDEB – Anos iniciais do ensino fundamental (Rede pública) [2023] | 5,0              |
| IDEB – Anos finais do ensino fundamental (Rede pública) [2023]   | 4,6              |
| Matrículas no ensino fundamental [2023]                          | 2.343 matrículas |
| Matrículas no ensino médio [2023]                                | 416 matrículas   |
| Docentes no ensino fundamental [2023]                            | 190 docentes     |
| Docentes no ensino médio [2023]                                  | 26 docentes      |
| Número de estabelecimentos de ensino fundamental [2023]          | 25 escolas       |
| Número de estabelecimentos de ensino médio [2023]                | 1 escolas        |

Fonte: IBGE